# Extropia
Extropia, paraula encunyada per Tom Bell (TO Morrow) el gener de 1988, es defineix com la mesura de la intel·ligència d'un sistema de vida o d'organització, l'ordre funcional, la vitalitat, l'energia, la vida, l'experiència, i la seva capacitat i conducció de millores i creixement. L'extropia expressa una metàfora, en lloc de servir com un terme tècnic, i per això no és més que l'hipotètic oposat de l'entropia de la informació.